# Transit (2012)
Transit is een Amerikaanse actiethrillerfilm uit 2012 van regisseur Antonio Negret met Jim Caviezel in de hoofdrol. Hij werd op 11 mei 2012 kleinschalig uitgebracht in een aantal Amerikaanse bioscopen en later in nog een paar landen. De film werd op gemengde kritieken onthaald en behaalt een score van 43% bij Rotten Tomatoes.

## Verhaal
Nate Seedwell heeft net anderhalf jaar in de cel gezeten voor fraude en gaat met zijn vrouw en twee tienerzonen kamperen om de banden terug aan te halen. Rond dezelfde tijd plegen vier criminelen een roofoverval op een geldtransport en maken vier miljoen dollar buit. De politie zet echter overal controleposten op waardoor ze niet wegraken. Daarom verstoppen ze de tas geld bij een tankstation in de bagage op het dak van de Seedwell's Land Rover. Zij mogen ongestoord doorrijden, terwijl de Chevrolet Chevelle van de criminelen aan de kant wordt gezet.
Nadat hun voertuig vruchteloos werd doorzocht zet het viertal criminelen de achtervolging in op de Seedwell's. Nate versnelt uit nervositeit en wordt door de politie aan de kant gezet. Als hij met de agent in discussie treedt wordt hij opgepakt. Zijn vrouw en kinderen verblijven in een motel terwijl Nate een nachtje in de cel moet doorbrengen. 's Nachts overvallen de criminelen Nate's vrouw Robyn, maar het geld ligt in de kamer van de kinderen en als de politie aankomt moeten ze weer vluchten. Nate krijgt door het voorval wel een pardon en mag beschikken.
Als onderweg een spanband loskomt ontdekt Robyn de tas met geld en laat – gezien zijn verleden aannemend dat hij het heeft gestolen – haar man achter. Vervolgens dwaalt Nate wat rond in het afgelegen moerasgebied van Louisiana en probeert vruchteloos de aandacht van een lokale visser te trekken. Daarna verstopt hij de zware tas met geld en gaat terug naar de weg. Inmiddels hebben de criminelen Robyn en de kinderen ingehaald en gevangengenomen, en rijden terug. Nate probeert het geld te ruilen voor zijn gezin, maar als hij de tas wil ophalen blijkt die te zijn verdwenen.
De criminelen krijgen ruzie met elkaar en daardoor kan het gezin ervandoor gaan. Ze houden een politiewagen tegen, maar de agent – dezelfde die Nate eerder arresteerde – wordt door de criminelen overreden. De motor van hun wagen is echter oververhit geraakt en dus rijden ze een zandweg op en laten hem achter. Even verderop komen ze de visser tegen die Nate eerder zag, maar die wordt doodgeschoten. Het gezin neemt zijn boot en vlucht. Onderweg zet Nate Robyn en de kinderen af en gaat alleen verder. Het drietal komt aan de hut van de visser en vindt er de tas met geld en een machinegeweer.
Nate wordt door bendeleider Marek gevangen terwijl de anderen proberen de hut te overvallen. Ze worden echter door Robyn beschoten, en zij dreigt ook het geld in brand te steken als ze hen niet laten gaan. Dan wordt Nate aangebracht en onder schot gehouden. Er ontstaat een gevecht dat Marek als enige van de bende overleeft. Hij valt zoon Shane aan, waarop Robyn het geld in brand steekt. Dan valt Nate Marek aan, waarbij die uiteindelijk de dood vindt.

## Rolverdeling

### Het gezin Seedwell
- Jim Caviezel als Nate, de vader.
- Elisabeth Röhm als Robyn, de moeder.
- Sterling Knight als Shane, de oudste zoon.
- Jake Cherry als Kenny, de jongste zoon.

### Deantagonisten
- James Frain als Marek, de leider.
- Diora Baird als Arielle, Marek's liefje.
- Harold Perrineau als Losada, de contactpersoon.
- Ryan Donowho als Evers, de chauffeur.